# Марк Деліссен
Марк Деліссен (нід. Marc Delissen, 14 січня 1965) — нідерландський хокеїст на траві.
Олімпійський чемпіон 1996 року, бронзовий призер 1988 року, учасник 1992 року.
Чемпіон світу 1990 року.